# Stephen Fumio Hamao
Stephen Fumio Hamao ,japonsky 濱尾文郎 Hamao Fumio, (9. března 1930 Tokio – 8. listopadu 2007 tamtéž) byl japonský římskokatolický kněz, biskup diecéze Jokohama, vysoký úředník Římské kurie, kardinál.

## Život
Studoval v semináři a na univerzitě v Tokiu, později v Římě na Papežské univerzitě Urbaniana, kněžské svěcení přijal 21. prosince 1957. Po návratu do Japonska působil v arcidiecézi Tokio, byl mj. sekretářem arcibiskupa, vicekancléřem arcidiecéze a členem kněžské rady.
V únoru 1970 byl jmenován pomocným biskupem v Tokiu, biskupské svěcení mu udělil 29. dubna téhož roku nuncius v Japonsku Bruno Wustenberg. V říjnu 1979 se stal biskupem diecéze Jokohama a předsedou Japonské biskupské konference.
V červnu 1998 rezignoval na vedení diecéze a byl povolán do práce v Římské kurii. Byl jmenován titulárním arcibiskupem a stal se prezidentem Papežské rady pro pastoraci migrantů a lidí mimo domov. Papež Jan Pavel II. ho povýšil při konzistoři v říjnu 2003 do kardinálské hodnosti (ordo kardinál-jáhen) s titulem diakonie San Giovanni Bosco in Via Tuscolana. Na svoji funkci rezignoval vzhledem ke kanonickému věku v březnu 2006.